# Abu Dhabi United Group
O Abu Dhabi United Group for Development and Investment (ADUG), é uma empresa árabe de capital fechado, de propriedade do xeque Mansour bin Zayed Al Nahyan, membro da Família Real de Abu Dhabi e Ministro dos Assuntos Presidenciais para os Emirados Árabes Unidos. O principal interesse do grupo é a propriedade do City Football Group, uma organização mundial que controla o Manchester City F.C., New York City FC, Melbourne City FC, Yokohama F. Marinos, Club Atlético Torque, Guayaquil City F.C., Girona e o Bahia, embora detenha interesses em vários outros empreendimentos fora do mundo desportivo também.
Inicialmente, pensou-se que Abu Dhabi United Group era parte da Abu Dhabi Investment Authority, um fundo de riqueza soberano de propriedade de Abu Dhabi. Mas Abu Dhabi United Group negou a conexão com o governo de Abu Dhabi.

## City Football Group
O Grupo foi fundado no verão de 2008, já que Sheikh Mansour procurou assumir o Manchester City F.C. do ex-primeiro-ministro da Tailândia Thaksin Shinawatra e assinou o acordo em 1 de setembro de 2008 com a devida diligência concluída em 23 de setembro do mesmo ano.
Sulaiman Al-Fahim, educado pelos Estados Unidos, era o rosto público do ADUG durante a fase inicial da aquisição - uma figura maior do que a vida, muitas vezes descrita como o "Donald Trump of Abu Dhabi". Após a conclusão da aquisição, Al-Fahim gerou uma atenção considerável no mundo do futebol com promessas de planos de gastos grandiosos para capturar os melhores talentos do futebol no mundo. Embora ele tenha trazido o Robinho brasileiro do Real Madrid Club de Fútbol no mesmo dia em que a aquisição foi acordada, os alvos de Al-Fahim tornaram o clube alvo na mídia, e apenas uma semana após o ADUG assumir o controle do clube Al-Fahim foi removido de seu papel para ser substituído pelo muito mais restrito Khaldoon Al Mubarak, que permanece em posição até hoje.
Em 2011, o Manchester City Football Club se qualificou para a Liga dos Campeões da UEFA e venceu a Copa da Inglaterra, proporcionando ao clube seu primeiro sucesso em mais de três décadas após o apoio da ADUG. Em 2012, o clube ganhou a Premier League, seu primeiro título de liga durante quarenta e quatro anos.
Após o sucesso do clube de Manchester, a ADUG iniciou o investimento em outros clubes de futebol. Depois de fundar na Major League Soccer o New York City FC e comprar a franquia da A-League Melbourne Heart FC (pouco depois renomeado Melbourne City FC), considerou-se necessário criar uma nova infra-estrutura para gerenciar os vários empreendimentos de futebol em todo o mundo , e mantê-los separados dos negócios não-futebolísticos. Para o efeito, o City Football Group foi criado em 2014 para supervisionar todas as equipes sob seu controle, atuando como holding não só para as equipes de futebol, mas também para várias empresas destinadas a comercializar serviços de futebol para o mercado em grande escala. Em contrapartida, a ADUG tornou-se a holding da CFG.

## Outros interesses comerciais
A ADUG também possui um extenso portfólio de imóveis nos Emirados Árabes Unidos e no exterior. Além do Manchester City F.C., a ADUG acumulou investimentos no total de cerca de 832.595.000,00 de euros em Manchester, principalmente em setores de propriedade e ensino superior. Além de comprar ativos para seu próprio controle, a ADUG assinou uma parceria de dez anos com o Manchester City Council para renovar o extremo leste da cidade - não coincidente mente a mesma área em que o Manchester City F.C. se baseia - criando a Manchester Life Development Company em conjunto com o conselho para construir 6.000 casas acessíveis na área.
Masdar e Mubadala Developments, os veículos de investimento irmãos de Abu Dhabi, geridos pelo presidente do Manchester City F.C. Khaldoon Al Mubarak, também realizam inúmeros investimentos ligados ao ADUG.